# Tracy Chamoun

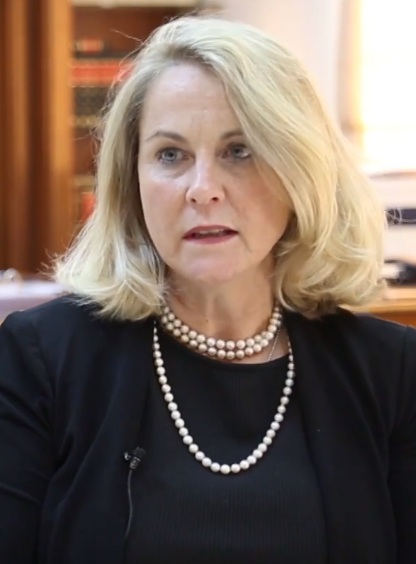
Tracy Chamoun, 2018

Tracy Chamoun (* 1962) ist eine Autorin und politische Aktivistin aus dem Libanon.
Sie ist eines von zwei noch lebenden Kindern Dany Chamouns (1934–1990), des früheren Führers der National-Liberalen Partei und Kommandeurs der Tiger-Miliz, die eine wesentliche Rolle im libanesischen Bürgerkrieg spielte, und die Enkelin des früheren Präsidenten Camille Chamoun.

## Vermächtnis ihres Vaters
Tracy Chamoun hat mit der Gründung der Dany Chamoun Foundation versucht, das Vermächtnis ihres Vaters zu erfüllen, der 1990 zusammen mit seiner zweiten Frau und zwei kleinen Söhnen einem Attentat zum Opfer gefallen war. Sie ist bestrebt, die Mörder ihres Vaters zur Rechenschaft zu ziehen und hat hierzu sowohl im Libanon als auch in anderen Staaten Gerichtsverfahren geführt. Im Jahre 1994 wurde Samir Geagea zu einer lebenslangen Freiheitsstrafe verurteilt. Im Juli 2005 wurde er allerdings aufgrund einer Amnestie aus der Haft entlassen.

## Autobiographie
Chamoun hat eine Autobiographie mit dem Titel Au Nom du Père geschrieben, die sich auf die Beziehung zu ihrem Vater und auf sein Leben und Werk konzentriert. Darin beschreibt sie auch die Erfahrung, die sie 1980 mit ihrer Mutter gemacht hatte, als die beiden während eines überraschenden Angriffes auf das Hauptquartier der National-Liberalen Partei durch die Phalange-Miliz unter dem Kommando von Bachir Gemayel, einem früheren Verbündeten ihres Vaters, entführt wurden.

## Politik
Chamoun steht der pro-syrischen Regierung von Präsident Émile Lahoud kritisch gegenüber. Die Unabhängigkeit ihres Landes hat sie einen „Mythos“ genannt. Sie gilt als radikal, favorisiert den Aufbau einer modernen Demokratie und wendet sich gegen ein politisches Feudalsystem. Man sagt, dass sie die Politik ihres Onkels Dory Chamoun, der derzeit Vorsitzender der National-Liberalen Partei ist, zu vorsichtig findet.
| Personendaten    | Personendaten                         |
| ---------------- | ------------------------------------- |
| NAME             | Chamoun, Tracy                        |
| KURZBESCHREIBUNG | libanesische Menschenrechtsaktivistin |
| GEBURTSDATUM     | 1962                                  |